# Blagoje
Blagoje:
- Blagoje Adžić
- Blagoje Bersa
- Blagoje Jovović